# Руарк мак Брайн

Ирландия в середине IX — начале XI века

Руарк мак Брайн (др.‑ирл. Ruarc mac Brain; убит в 862) — король Лейнстера (838—847/848 или 854—862) из рода Уи Дунлайнге.

## Биография
Руарк был одним из сыновей правителя Лейнстера Брана мак Фаэлайна, скончавшегося в 838 году. Септ, к которому принадлежал Руарк, назывался Уи Дунхада. Резиденция его правителей находилась в Лиамайне (современном Лайонс-Хилле).
В королевском списке из «Лейнстерской книги» указывается, что преемниками Брана мак Фаэлайна были сначала правивший девять лет его сын Руарк мак Брайн, а затем правившие один за другим по три года Лоркан мак Келлайг и Туатал мак Маэл Бригте. На основании этого ряд современных историков предполагает, что начало правления короля Руарка должно датироваться 838 годом, а конец — 847 или 848 годом. Однако сведения, содержащиеся в «Лейнстерской книге», противоречат данным ирландские анналы, в которых смерть короля Руарка датирована 862 годом. Это позволяет некоторым историкам считать, что непосредственным преемником Брана был король Лоркан, последнее упоминание о котором относится к 848 году. По их мнению, Туатал унаследовал власть над королевством не ранее этой даты, а Руарк взошёл на лейнстерский престол уже после его смерти в 854 году. Преемником Руарка в этом случае должен был быть король Муйрекан мак Диармата.
Вероятно, противоречивость свидетельств средневековых источников о преемственности правителей Лейнстера IX века вызвана упадком влияния представителей рода Уи Дунлайнге. Предполагается, что в это время лица, титуловавшие себя королями Лейнстера, не владели властью над всей территорией королевства (например, над Южным Лейнстером, вотчине властителей из рода Уи Хеннселайг). Возможно, этому способствовали как деятельность короля Осрайге Кербалла мак Дунлайнге, стремившегося установить свою гегемонию над Лейнстером, так и существование с 841 года на здешних землях королевства викингов со столицей в Дублине.
Первое свидетельство о Руарке мак Брайне в анналах датировано 843 годом, когда он «обманом убил» Артакана мак Домнайлла. В 846 году Руарк участвовал в войне верховного короля Ирландии Маэлсехнайлла мак Маэл Руанайда с королём Лагора Тигернахом мак Фокартаем. Во время этого конфликта войско союзных правителей было разбито войском брегцев, а многие из воинов Маэлсехнайлла и Руарка погибли при отступлении. В обоих этих сообщениях нет никаких упоминаний о статусе Руарка в то время.
В дальнейшем Руарк мак Брайн продолжал поддерживать союзнические отношения с верховным королём Ирландии Маэлсехнайллом мак Маэл Руанайдом. В анналах упоминается, что в 860 году лейнстерцы, наряду с воинами из Миде, Осрайге, Коннахта и Мунстера, участвовали в войне верховного короля с правителем Айлеха Аэдом Финдлиатом.
Руарк мак Брайн погиб в 862 году. Это произошло сразу же после кончины Маэлсехнайлла мак Маэл Руанайда. По свидетельствам «Анналов четырёх мастеров» и «Хроники скоттов», король Лейнстера был убит по приказу Уи Нейллов. Возможно, организатором убийства был новый верховный король Ирландии Аэд Финдлиат. В «Анналах Ульстера» Руарк назван только правителем Уи Дунлайнге (то есть Северного Лейнстера), а не монархом всего Лейнстерского королевства.